# Impacto astronómico

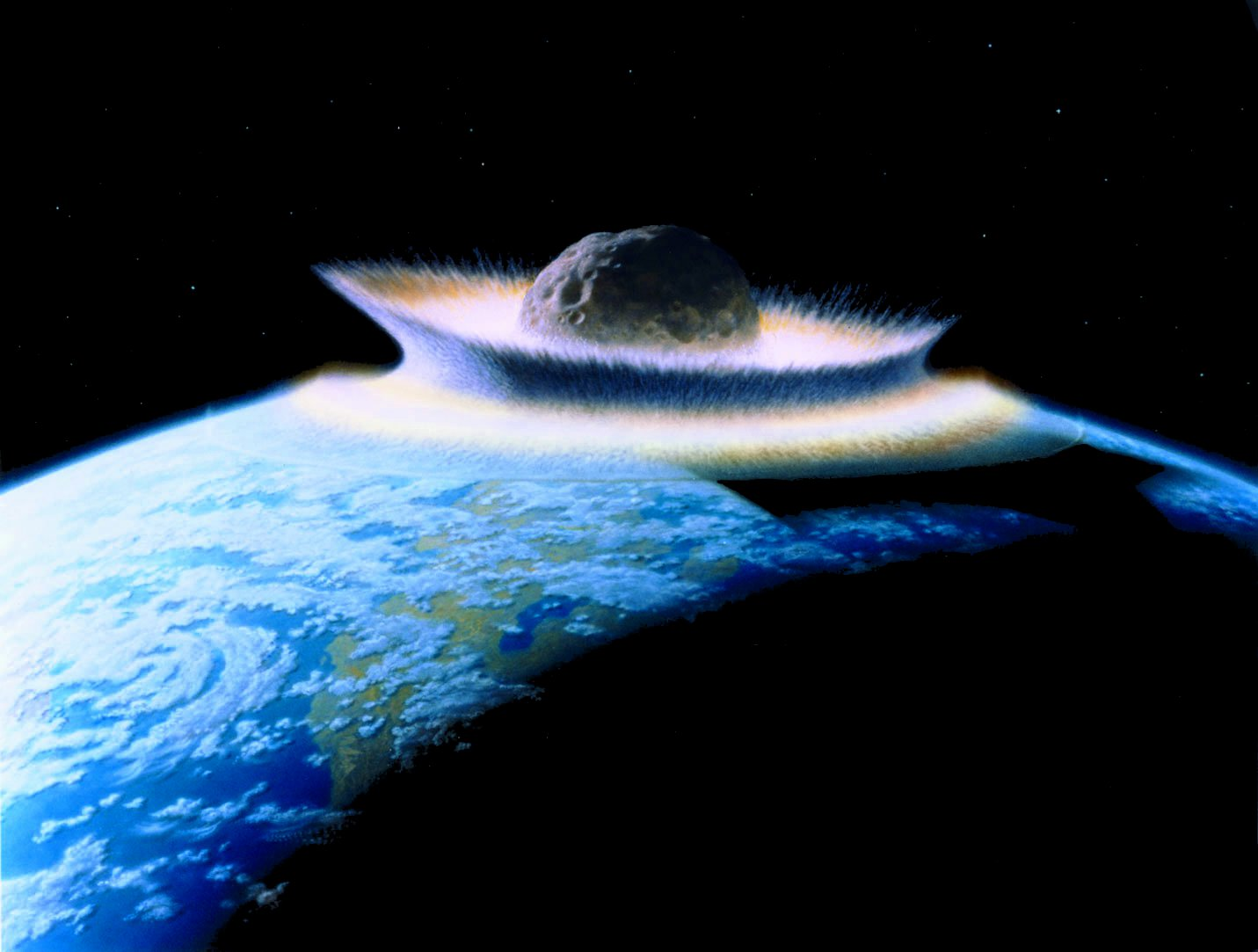
Reconstrucción de un impacto astronómico.

Un impacto astronómico o impacto cósmico es un fenómeno causado por la colisión de meteoroides, asteroides o cometas con la Tierra u otros planetas. Los que suceden en escalas de tiempo de varios millones de años pueden dar lugar a extinciones masivas, comprendiendo objetos de varios kilómetros de diámetro. La magnitud del desastre es inversamente proporcional a la frecuencia con la que sucede, ya que los impactos pequeños son mucho más numerosos que los grandes.
La fuerza destructiva de estos "impactos astronómicos" proviene de la gran velocidad con la que entran a la atmósfera, siendo esta de 60.000 a 95.000 km/h; es decir, unos 26 km/s. Esta velocidad, junto a un tamaño importante del meteoro (si es muy pequeño se quemaría en la atmósfera y aparecería como una estrella fugaz, no alcanzando la superficie), puede generar 400 zetajulios (4 × 1023 julios) de energía, que es equivalente a 100 teratones de trinitrotolueno (TNT) o dinamita (1014 toneladas).
Un ejemplo de esto es el impacto que provocó la extinción masiva del período Cretácico, en el que vivían los dinosaurios hace 66 millones de años; el tamaño de aquel cuerpo era de aproximadamente 11 km de diámetro, y su impacto creó el cráter de Chicxulub, cuyo centro aproximado está ubicado al noroeste de la península de Yucatán y mide 180 km de diámetro. Se estima que dicho impacto fue dos millones de veces más potente que la Bomba del Zar, el dispositivo explosivo más potente creado por el ser humano jamás detonado, con una potencia de 50 megatones.
La mayoría de los meteoros se encuentran en el Cinturón de Asteroides que se encuentra entre Marte y Júpiter.